# ريسكا
ريسكا هو مصطلح لعشاق الموسيقى الكلاسيكية الهندية. المصطلح مشتق من معنى اللغة السنسكريتية المليئة بالعاطفة، أنيق مع التمييز. خبير قادر على تقدير المجال؛ خاصة في الفنون الجميلة.
الريسكا هو مصطلح للجمهور في السنهالي.

## سياق الموسيقى كارناتيك
الريسكا، في مصطلحات الموسيقى الكارناتيك، هو الشخص الذي لديه بعض المعرفة من الموسيقى الكارناتيك وقادر على تقدير الموسيقى الكارناتيك. في الحفلات الموسيقية الكارناتيك (أو كاتشير كما يطلق عليهم) عادة ما يسمى الجمهور ريسكاس.